# Rhinotragus martinsi
Rhinotragus martinsi là một loài bọ cánh cứng trong họ Cerambycidae.